# Corrado Olmi

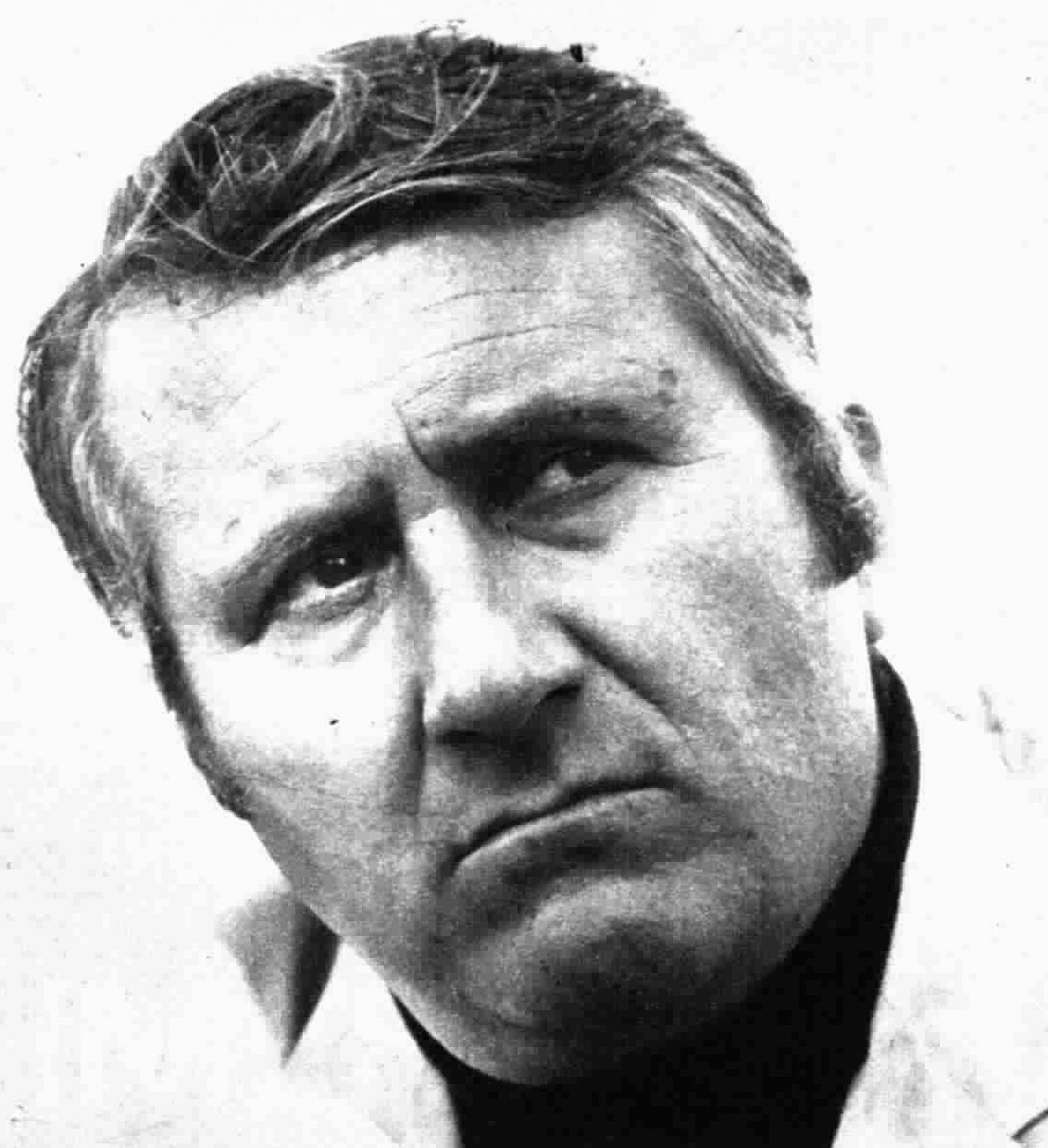
Corrado Olmi (1974)

Corrado Olmi (* 24. Oktober 1926 in Jesi; † 29. Dezember 2020 in Rom) war ein italienischer Schauspieler.

## Leben
Olmi interessierte sich bereits früh für die Schauspielerei, erwarb jedoch zunächst in Rom sein Diplom in Rechtswissenschaften. Seinen Schwerpunkt stellte schnell die Bühnenarbeit dar, auch verschiedene Fernsehrollen nahm er an; nur gelegentlich spielte er in Filmen. Zu Beginn der 1960er Jahre intensivierte er dann diesen Bereich und spielte in über 70 Filmen. Neben vielen anspruchsvollen Rollen sah man ihn aber auch in Genrefilmen. 1998 gewann er einen Nastro d’Argento als Nebendarsteller in Ettore Scolas La cena. Lange Zeit spielte er in seiner eigenen Theaterkompanie, La Nuova Operetta.
Für seine Theaterarbeit erhielt er 1993 den Preis Una Vita Per Il Teatro.
Olmi starb am 29. Dezember 2020 im Alter von 94 Jahren an den Folgen von COVID-19.

## Filmografie (Auswahl)
- 1956: Peccato di castità
- 1962: Erotica (L’amore difficile)
- 1964: Verrückter Sommer (Frenesia dell’estate)
- 1966: Die Gespielinnen (Le fate)
- 1968: Der Fremde von Paso Bravo (Uno straniero a Paso Bravo)
- 1968: Vier für ein Ave Maria (I quattro dell’ Ave Maria)
- 1969: Die Degenerierten (Satyricon)
- 1969: Zwölf plus eins (Una su 13)
- 1971: Das nackte Cello (Il merlo maschio)
- 1971: Die neunschwänzige Katze (Il gatto a nove code)
- 1971: Vier Fliegen auf grauem Samt (4 mosche di velluto grigio)
- 1971: Spara Joe… e così sia!
- 1976: Apache Woman (Una donna chiamata Apache)
- 1981: Gib dem Affen Zucker (Innamorato pazzo)
- 1982: Giuseppe Verdi – Eine italienische Legende (Verdi)
- 1998: La cena
- 2000: Si fa presto dire amore